# وضعیت عاری از سلاح‌های هسته‌ای مغولستان

منطقه بدون جنگ‌افزار هسته‌ای
۵ کشور صاحب قدرت هسته‌ای
کشورهایی که از طریق ناتو به جنگ‌افزار هسته‌ای دسترسی دارند (بلژیک، آلمان، ایتالیا، هلند و ترکیه)
کشورهای عضو پیمان‌نامه منع گسترش سلاح‌های هسته‌ای

در سال ۱۹۹۲ پونسالماجین اوچیربات (نخستین رئیس‌جمهور مغولستان پس از فروپاشی اتحاد جماهیر شوروی) اعلام کرد که کشورش یک منطقه بدون جنگ‌افزار هسته‌ای مستقل خواهد بود. در همان سال، آخرین افراد نیروی زمینی روسیه خاک این کشور را ترک کردند. این کار باعث تغییر وضعیت ژئوپلیتیک مغولستان به حالت بی‌طرف شد.
ابتکار عمل اصلی برای تبدیل مغولستان به یک منطقه بدون جنگ‌افزار هسته‌ای از سوی همسایگان آن یعنی چین و روسیه (که هر دو از کشورهای دارنده جنگ‌افزار هسته‌ای هستند) و همچنین جامعه بین‌المللی بود. این موضوع تا حدودی غیرمعمول بود. زیرا در گذشته، کشورها به صورت گروهی، عضو چنین پیمان‌هایی می‌شدند. اگرچه انجام چنین کاری از مدت‌ها پیش به رسمیت شناخته شده بود. قطع‌نامه ۳۲۶۱F مجمع عمومی سازمان ملل متحد در ۹ دسامبر ۱۹۷۴ بیان می‌کند که: تعهدات مربوط به ایجاد مناطق عاری از سلاح‌های هسته‌ای می‌توانند نه تنها از سوی گروهی از کشورها، از جمله کل قاره‌ها یا مناطق بزرگ جغرافیایی، بلکه توسط گروه‌های کوچکی از کشورها یا حتی یک کشور مستقل به عهده گرفته شوند.
حرکت مغولستان برای به رسمیت شناختن در جامعه بین‌المللی طی قطع‌نامه ۵۳/۷۷D مجمع عمومی سازمان ملل که در تاریخ ۴ دسامبر ۱۹۹۸ تصویب شد نتیجه داد که از هدف مغولستان استقبال کرده و آن را در دستور کار جلسه بعدی قرار داد.
در ۲۸ فوریه ۲۰۰۰، سفیر مغولستان در سازمان ملل، طی نامه‌ای به شماره A/55/56 S/2000/160، شرح قانون خلع سلاح هسته‌ای مغولستان را ارائه داد. در این مرحله، مشخصا به رسمیت شناختن بین‌المللی از وضعیت مغولستان عاری از سلاح‌های هسته‌ای کامل شد.
در طول دو نشست در ماه‌های فوریه و ژوئیه ۲۰۰۶، توجه خاصی به آسیب‌پذیری اقتصاد و محیط زیست مغولستان و همچنین امنیت این کشور شد و اجرای قطعنامه ۵۹/۷۳ مجمع عمومی سازمان ملل شده‌است.